# Юрченко Людмила Володимирівна
Людми́ла Володи́мирівна Ю́рченко (нар. 14 лютого 1943, Харків) — українська співачка (мецо-сопрано).

## Біографія
Закінчила Київську консерваторію (1969, клас професора Р. Разумової).
Солістка Київського театру опери й балету.
Одна з небагатьох оперних співачок, що бездоганно поєднують сценічну гру з музикою. Випускниця Київської консерваторії, з 1969 — в Київському театрі опери та балету, виступала 35 років. В репертуарі — понад 30 оперних партій. Маючи діапазон у 2,5 октави, однаково впевнено виконує на гранично низьких тонах партію Кончаківни у «Князі Ігорі» О. Бородіна, та легко переходить на майже сопрано в партіях Еболі — «Дон Карлос» Дж. Верді, чи Фенени — «Набукко» Дж. Верді.
Народилася Людмила Юрченко у Харкові, дитинство минуло в Полтаві. Там долучилася до музики, у Полтаві закінчила музичну школу й технікум легкої промисловості, спеціальність — випробувач електродвигунів. Працювала на полтавському заводі «Електродвигун».
Музика зрештою перемогла. "Легко і просто не було. Приїхала, здала документи, нібито все було нормально. А перед екзаменом мені у приймальній комісії заявляють: «Ви лише два роки відпрацювали після технікуму, а треба — три. Отже, їдьте додому і відпрацьовуйте ще рік. Я — у плач! Хтось підказав звернутися до Ради Міністрів — у відділ легкої промисловості, аби таким чином відпроситися. Ледь зайшла і почала плакати. Весь відділ збігся, запитують, що трапилося? Я розповіла, мовляв, у мене голос, а мене не пускають вчитися. Тут одна жінка й каже: „А в нас уже був такий випадок з Анатолієм Солов'яненком! Ми ж тоді дозволили йому йти вчитися!“. Врешті-решт мені видали потрібний папірець. Іспити до консерваторії склала успішно».

## Партії
- Настя («Тарас Бульба» М.Лисенка),
- Джемма («Ярослав Мудрий»

Г. Майбороди),
- Йохаведда («Мойсей» М. Скорика),
- Марфа і Марина («Хованщина» і «Борис Годунов» М. Мусоргського),
- Любаша («Царева наречена» М.Римського-Корсакова),
- Кончаківна («Князь Ігор» О.Бородіна),
- Йоанна («Орлеанська діва» П. Чайковського),
- Поліна, Міловзор, Графиня («Пікова Дама» П.Чайковського),
- Любов Кочубей («Мазепа» П. Чайковського),
- Принцеса Кларіче («Любов до трьох апельсинів» С.Прокоф'єва),
- Ахросімова («Війна і мир» С.Прокоф'єва),
- Леонора («Фаворитка» Ґ. Доніцетті),
- Амнеріс («Аїда» Дж. Верді),
- Азучена («Трубадур» Дж. Верді),
- Еболі («Дон Калос» Дж. Верді),
- Фенена («Набукко» Дж. Верді),
- Маддалена («Ріголетто» Дж. Верді)
- Герцогиня («Сестра Анджеліка» Дж. Пуччіні),
- Сліпа («Джоконда» А.Понк'єллі
- Орфей («Орфей та Еврідіка» К.Глюка),
- Даліла («Самсон і Даліла» К. Сен-Санса),
- Шарлотта («Вертер» Ж.Массне),
- Кармен (однойменна опера Ж. Бізе) та ін.

Відома також як камерна співачка, зокрема виконавиця творів Баха, Генделя, Шуберта, Глінки, Мусоргського, Римського-Корсакова, Чайковського, Рахманінова, Ліста, Гріга, Массне, Бізе, Прокоф'єва, Шостаковича, М.Лисенка, 
Лятошинського, Майбороди.

## Відзнаки та премії
- 1971 — лауреатка Всесоюзного конкурсу вокалістів імені Глінки у Вільнюсі (третя премія).
- 1975 — лауреатка міжнародного конкурсу співаків у Барселоні (перша премія).
- 1982 — народна артистка УРСР.
- 2001 — нагороджена орденом Княгині Ольги третього ступеня.
- 2004 — лауреат Національної премії імені Тараса Шевченка за вокальні партії в оперних виставах (1999—2003).